# Beg
Beg (turško bey, vodja) je naziv, ki se je tradicionalno uporabljal  za vodje manjših turških plemen ali skupin plemen. Naslov ima več različic: bey, beg ali beigh, ki imajo popolnoma enak pomen - vodja.
Pokrajina, provinca ali vilajet (turško vilâyet), kateri je vladal beg, se je imenovala beylik, kar približno ustreza emiratu ali kneževini.
Naslov beg so imeli tudi prvi trije vladarji Osmanskega cesarstva. Prvi vladar, ki je od kairskega kalifa leta 1383 dobil pravico do naslova sultan, je bil Murat I. (1359-1389). Od takrat dalje se je naslov beg uporabljal za guvernerja vilajeta (province). V 15. stoletju je postala državna uprava bolj ohlapna in naslov bega so dobili tudi guvernerji nekaterih mest, na primer Burse in Edirne,  v Tuniziji pa so naziv  beg kasneje uporabljali celo državni vladarji.
Konec 19. stoletja je postal beg zgolj časten naziv, ki je imel  približno enak pomen kot angleški Sir. V današnji Turčiji in Azerbajdžanu ima naslov beg enak pomen kot na Slovenskem gospod, uporablja pa se tudi ponekod v južni in centralni Aziji.